# 貨幣経済
貨幣経済（かへいけいざい, 英: Monetized Economy）とは、貨幣によって商品の交換を媒介している経済の一形態。

## 経済学における扱い
貨幣を媒介にした交換・流通のプロセスは現実の市場経済の大きな特色であるにもかかわらず、主流派経済学では貨幣を考慮したモデルが長らく扱われてこなかったが、近年ではこうした貨幣の機能についての新たな研究が進展しつつある。一方、マルクス経済学においては貨幣の分析が商品の分析に次いで重要視されている。